# Guanși

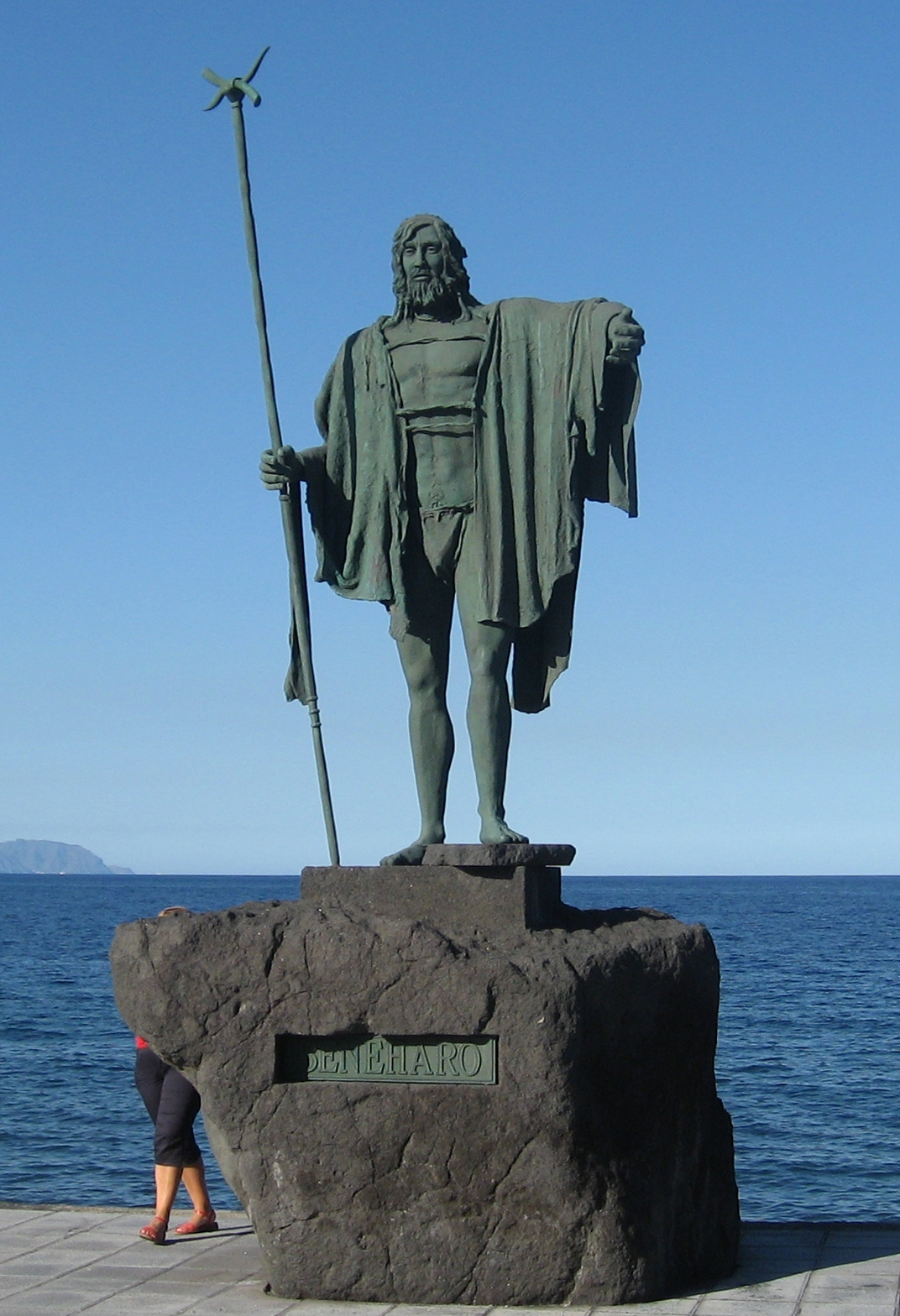
Statuia regelui guanş Beneharo la Tenerife

Guanșii (în berberă Igwanciyen, în spaniolă Guanchos) sunt băștinașii berberi din arhipelagul Canarelor, înainte de sosirea europenilor. Au dispărut ca popor și cultură, dar au lăsat urme în actuala populație precum și în domeniul arheologiei.

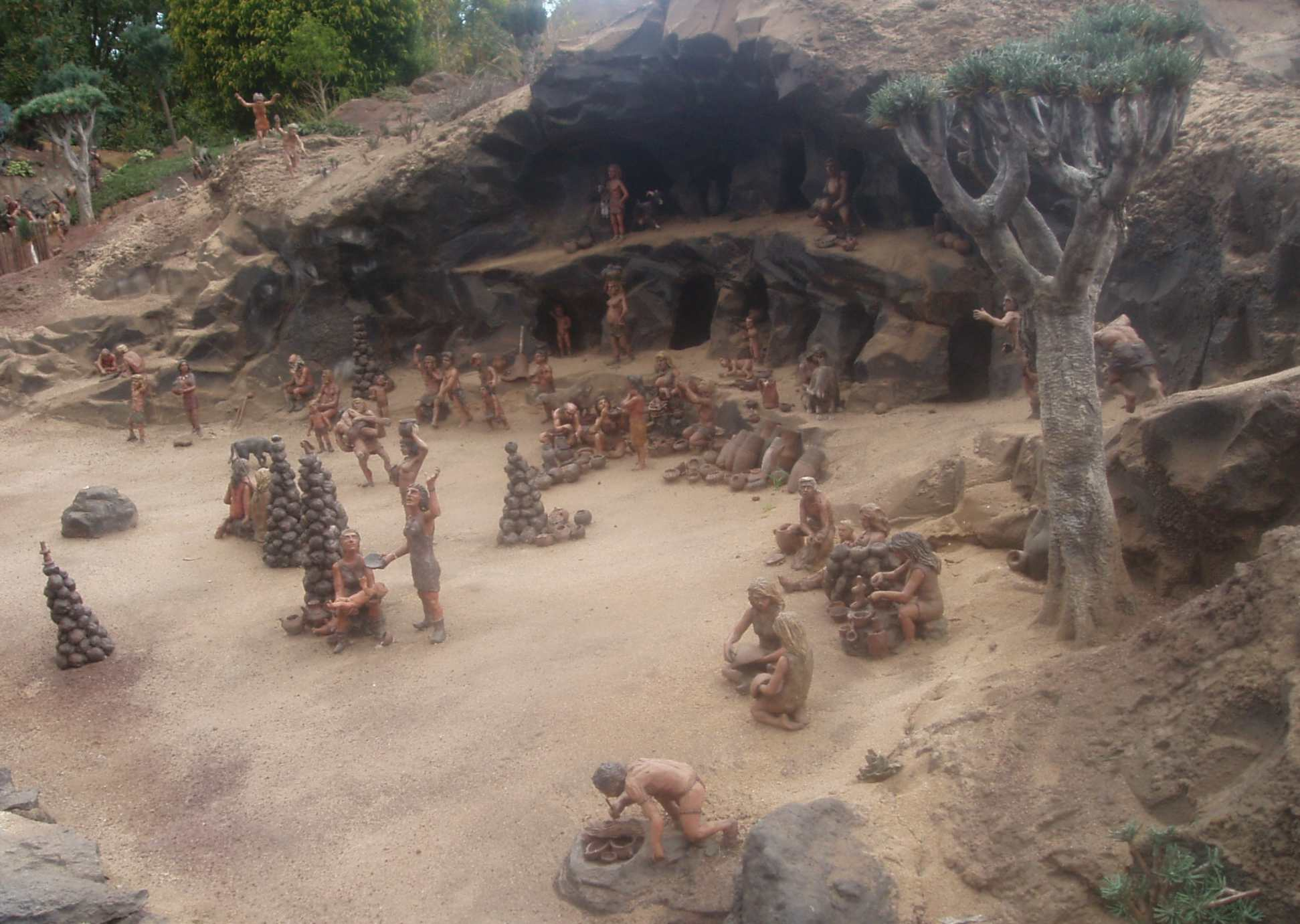
Reconstituirea unui sat guanş (Tenerife)

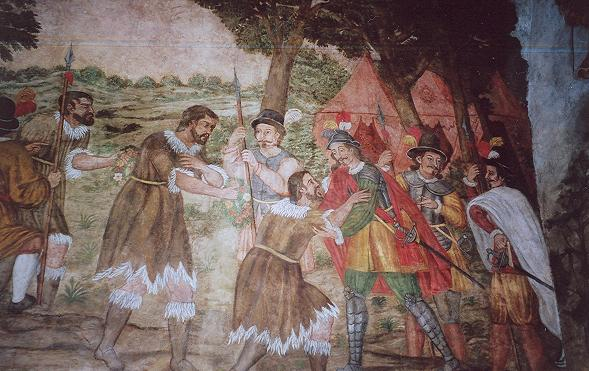
Predarea regilor guanşi conquistadorului spaniol Alonso Fernández de Lugo (Tenerife)

## Limba

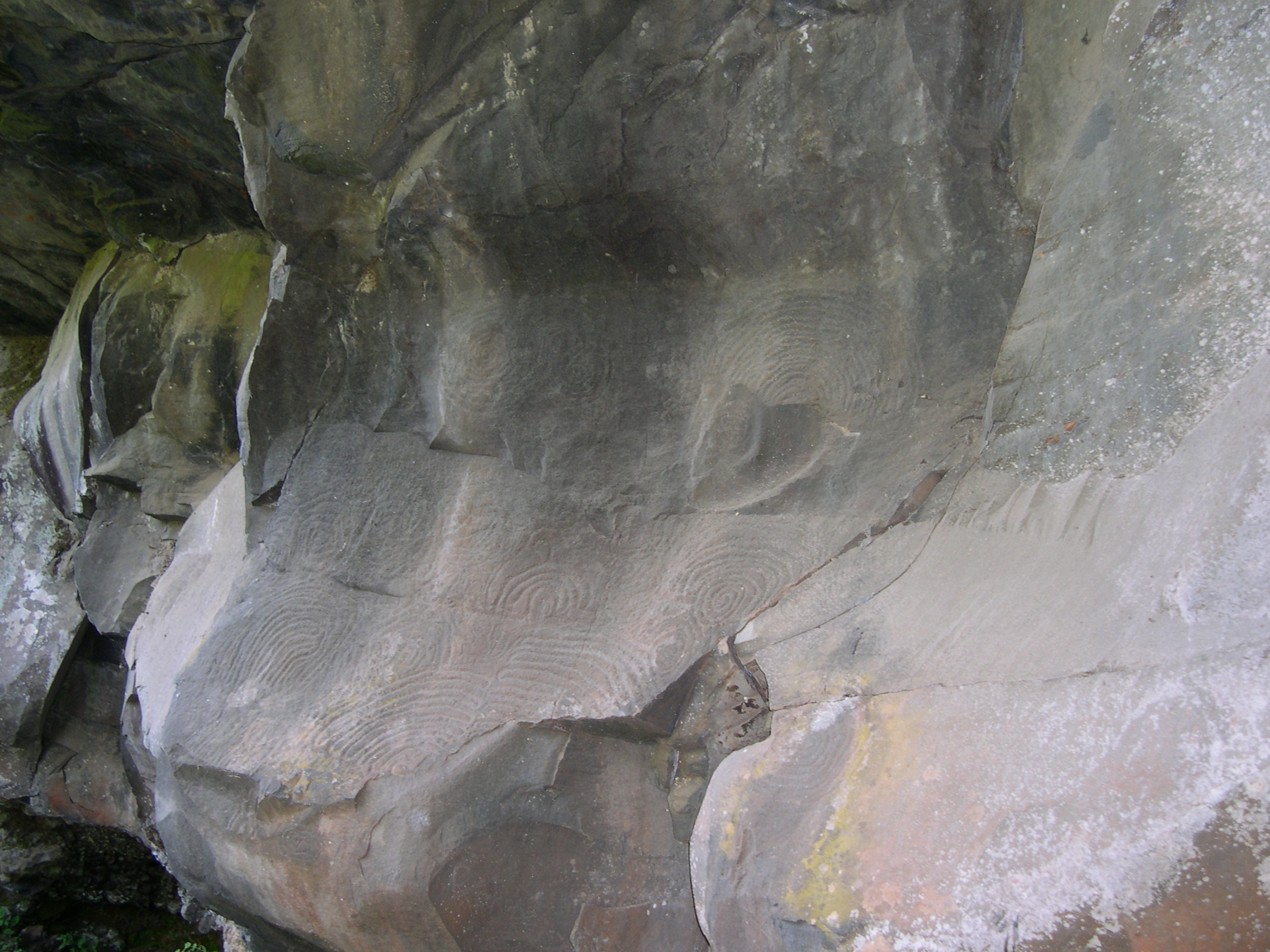
Gravuri guanşe

Din limba guanșă au rămas destule toponime, nume de familie și câteva expresii care confirmă apartenența sa la limbile berbere. Guanșii însă nu au fost niciodată islamizați, ceea ce dovedește că, dacă au avut vreodată contacte cu arabii, acestea au rămas sporadice și probabil ostile. Denumirea de Tenerife este apropiată de Tanezruft din Algeria și Tenere din Niger, desemnând în limbile berbere podișuri. În 1878 francezul René Verneau descoperă pe povârnișurile de la Los Balos inscripții libice care apropie guanșa de berbera tamașekă sau sahariană. Dar astfel de inscripții originale se găsesc numai în insulele El Hierro și Gran Canaria, astfel că majoritatea etnologilor consideră că guanșii propriu-ziși nu aveau scriere, inscripțiile respective fiind lăsate de „vizitatori” punici sau numizi veniți din continentul african.
În schimb, guanșii practicau curent "limba fluierată", de la mari distanțe, denumită astăzi El Silbo, încă vie în insula La Gomera. Pentru câteva detalii v. articolul despre La Gomera.

## Istorie
Vezi art. Insulele Canare, secțiunea Istorie.

## Societatea și religia
Societatea guanșă nu era omogenă în arhipelag: fiecare insulă avea propria sa organizare. Unele erau regate ereditare, altele republici în care șefii erau aleși. Unele cunoșteau numai proprietatea comună, altele cea particulară. Într-unele, bărbații dominau, într-altele femeile erau egale și puteau conduce comunitățile. Unele societăți erau adepte ale monogamiei, altele ale poligamiei sau poliandriei. Pretudindeni însă lovirea unei femei era socotită drept o crimă și ca atare pedepsită. Pe insula Tenerife tot pământul era al regelui ereditar, care îl închiria supușilor săi. Pe Gran Canaria, când era ales un nou șef sau o nouă șefă, unul dintre cetățeni se sacrifica voluntar aruncându-se într-o prăpastie sacră, sinuciderea fiind considerată o mare onoare.

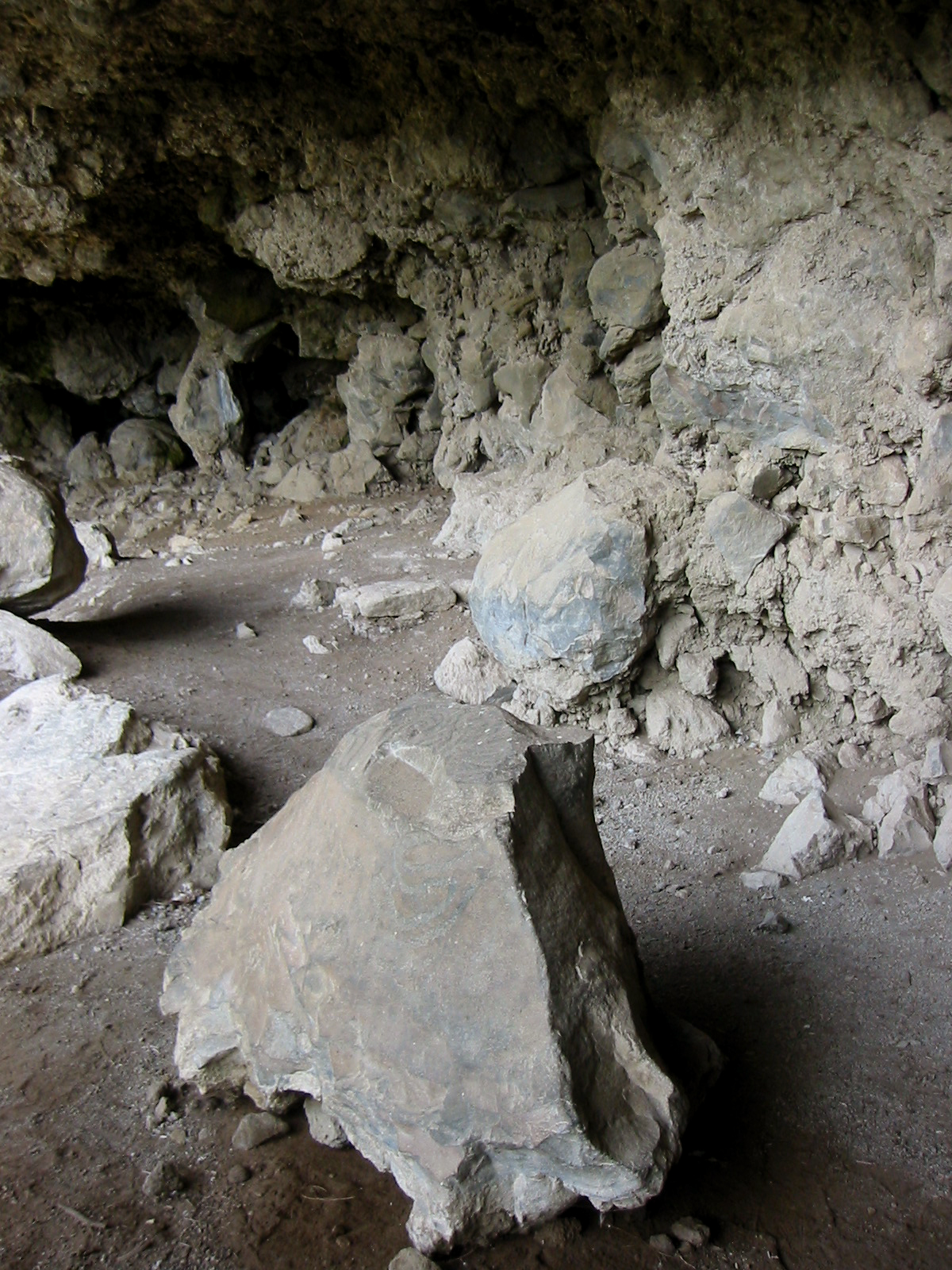
Peştera sacră Belmaco de pe insula La Palma

Guanșii se hrăneau mai ales cu gofiu, un fel de cașă de orz, grâu și rizomi de ferigi la care adăugau lapte de capră, fructe, muguri, rareori pește sau carne (tot de capră). Se îmbrăcau în țesături rudimentare sau în piei de capre, cu care erau și inhumați sau depuși în peșterile mortuare unde s-au mumificat. Din și cu lemn, pietre și cochilii, meșteșugeau mobilă și bijuterii. Cunoșteau olăritul și ceramica, preferând culorile negru și roșu. Îsi vopseau trupul cu aceste culori, precum și cu alb, galben și albastru, după motive simbolice cu semnificație socială. Nu cunoșteau metalul, sculele și armele lor fiind făcute din lemn și piatră, cu părțile tăioase din obsidian. Casele lor erau rotunde, din lemn, piatră și piei de capre, dar locuiau și în peșteri naturale sau scobite de ei înșiși. Unele așezări erau înconjurate de ziduri de piatră grosolane.

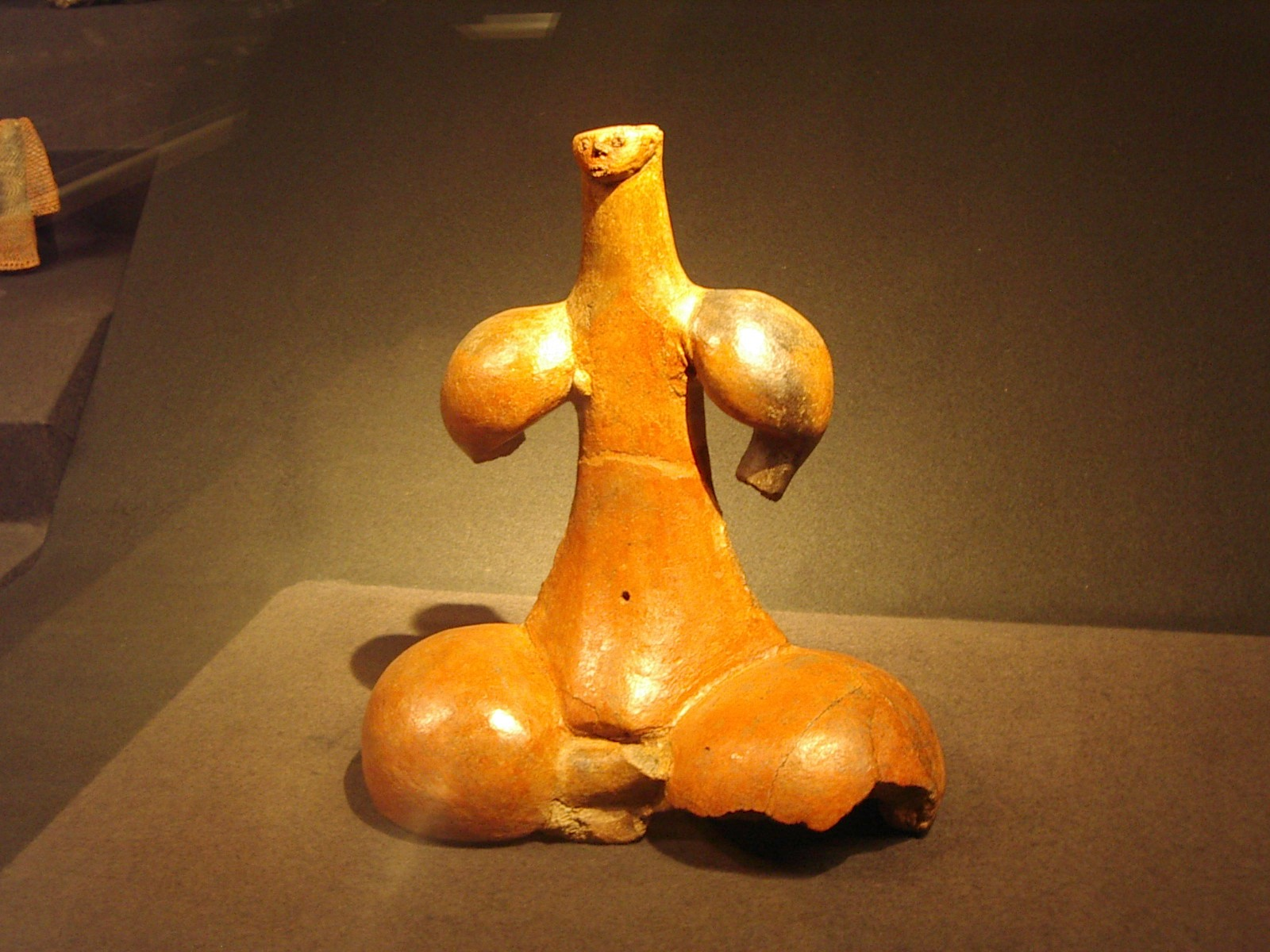
Zeitate a fecundităţii, Museo Canario, Las Palmas

Religia guanșilor este puțin cunoscută și era diferită de la o insulă la alta. Toți însă aveau o zeitate supremă numită Achamán pe Tenerife, Acorana pe Gran Canaria, Eraoranhan pe Hierro și Abora pe La Palma. Femeile din Hierro aveau o zeiță a lor numită Moneiba. În celelalte insule guanșii mai venerau și soarele, luna, Pământul și stelele. Credeau de asemenea în demoni: cel din Tenerife, zis Guayota, era stăpânul unui munte sub care se găsea iadul, numit Eceide (astăzi vulcanul Teide). În caz de molimă, de erupție vulcanică, de secetă sau inundații, guanșii își duceau caprele în pășuni sacre, închinate zeilor, unde despărțeau iezii de mamele lor așa ca plânsul acestora să îmbuneze zeitățile respective. Sărbătorile religioase erau peste tot în timpuri de pace obligatorii, dar în caz de război, conflict sau chiar numai ceartă erau oprite. Dacă doreau să moară singuri, bătrânii de pe La Palma perticipau la o ceremonie de rămas bun, apoi erau conduși respectuos într-o peșteră mortuară unde erau lăsați în pace, cu o cană de lapte de capră. Ulterior corpul era afumat sau acoperit cu rășină, și pus lângâ rudele sale în grotă.